# Serse
Serse (a vegades citada com Xerxes) és una òpera italiana amb música de Georg Friedrich Händel (HWV 40). Probablement el llibret va ser escrit per Silvio Stampiglia per a una òpera anterior amb el mateix nom del compositor Giovanni Bononcini, però es desconeix qui la va adaptar per a la versió de Händel. Es va estrenar a King's Theatre, Londres, el 15 d'abril de 1738, pocs mesos després de l'estrena de Faramondo. En el repartiment inicial cantà Elisabeth Duparc La Francesina, que seria una de les cantants més habituals de Händel en les següents temporades.
Serse és per a molts la més mozartiana de les òperes de Händel. La passió està barrejada amb la farsa i la sàtira; l'estupidesa humana hi és exposada però no ridiculitzada. La història transcorre a Pèrsia, l'any 480 aC i el personatge principal és el rei Xerxes I de Pèrsia, encara que l'argument té pocs elements realment històrics.
L'òpera va tenir poc èxit i va ser retirada després de només cinc representacions; posteriorment va quedar oblidada per gairebé dos-cents cinquanta anys, fins a la seva recuperació l'any 1924. A partir del renaixement de l'interès per la música barroca dels anys 1970 i 1980 va ser reposada nombroses vegades i a poc a poc s'ha convertit en part del repertori estàndard operístic. L'ària que dona inici a l'obra, Ombra mai fù és una de les peces més conegudes de Händel (habitualment anomenada «el largo de Händel», tot i que en realitat la partitura indica larghetto).

## Origen i context
A la fi de 1737, el King's Theatre de Londres va encarregar a Händel escriure dues noves òperes. La primera, Faramondo, es va estrenar el 3 de gener de 1738. En aquest moment, Händel ja havia començat a treballar en Serse. El primer acte va ser composta entre el 26 de desembre de 1737 i el 9 de gener de 1738, el segon estava llest el 25 de gener, el tercer abans del 6 de febrer, i Händel va donar els tocs finals a la partitura el 14 de febrer. Serse va ser estrenada al King's Theatre, Haymarket, el 15 d'abril de 1738.